# Władcy Kujaw

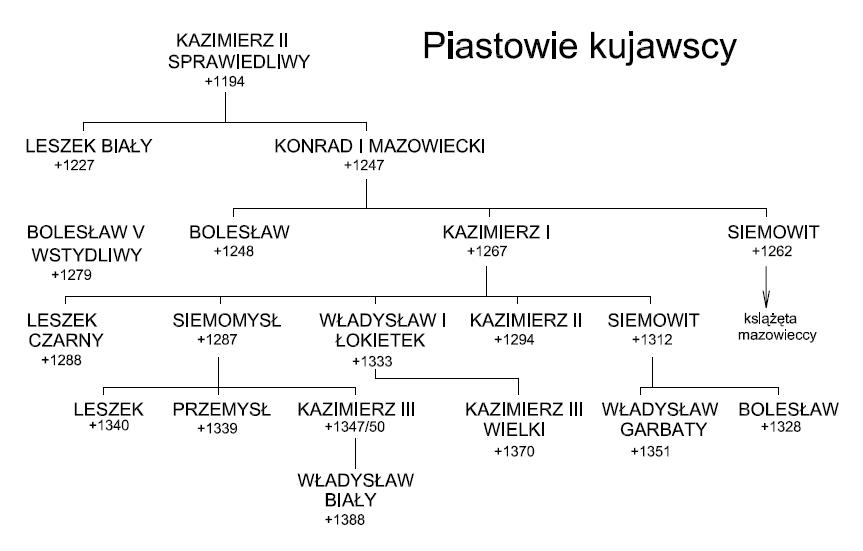
Drzewo genealogiczne Piastów kujawskich

Książęta kujawscy

## Księstwo kujawskie
Po śmierci Bolesława Krzywoustego Kujawy tworzyły formalnie jedną dzielnicę z Mazowszem. W literaturze przedmiotu niekiedy kwestionowana jest jednak przynależność Kujaw do dzielnicy Bolesława. Sugeruje się, że należały one do dzielnicy senioralnej. Hipoteza ta nie ma jednak żadnej podstawy źródłowej.
W 1186 zmarł, nie pozostawiając następcy, książę mazowiecki Leszek. Większość jego dziedzictwa przejął wówczas najmłodszy brat Mieszka Starego Kazimierz Sprawiedliwy. Część historyków przypuszcza, że już w tym momencie część jego władztwa - Kujawy opanował Mieszko III Stary przekazując nowy nabytek w ręce syna Bolesława (drugim alternatywnym wyjściem jest opanowanie Kujaw dopiero w 1194 po śmierci Kazimierza Sprawiedliwego).
| Daty panowania                | Władca                        | Pokrewieństwo                    | Uwagi (Kursywą oznaczono władztwa z innych dzielnic)                                                                                      |
| ----------------------------- | ----------------------------- | -------------------------------- | --- |
| 1138/1146- 1173               | Bolesław IV Kędzierzawy       | syn Bolesława III Krzywoustego   | książę mazowiecki i kujawski - 1146-1173 - książę senioralny (krakowski)                                                                  |
| 1173-1186                     | Leszek                        | syn Bolesława IV                 | książę mazowiecki i kujawski |
| 1186-1194 Panowanie niepewne: | Kazimierz II Sprawiedliwy (?) | syn Bolesława III Krzywoustego   | - od 1173 książę sandomierski - od 1177 książę krakowski - 1177-1182 książę kaliski i książę gnieźnieński, - od 1186 na książę mazowiecki |
| 1186/94-1195                  | Bolesław                      | syn Mieszka III Starego          | |
| 1195-1198                     | Mieszko III Stary             | syn Bolesława III Krzywoustego   | |
| 1198-1200                     | Leszek Biały                  | syn Kazimierza II Sprawiedliwego | współrządził z bratem Konradem I |
| 1198-1233                     | Konrad I mazowiecki           | syn Kazimierza II Sprawiedliwego | współrządził z bratem Leszkiem Białym 1198-1200                                                                                           |

1233 - Księstwo kujawskie zostaje wyodrębnione ostatecznie z księstwa mazowieckiego.
| Daty panowania | Władca               | Pokrewieństwo               | Uwagi (Kursywą oznaczono władztwa z innych dzielnic)                                                                                             |
| --- | -------------------- | --------------------------- | --- |
| 1233-1267 | Kazimierz I kujawski | syn Konrada I Mazowieckiego | - 1239-1261 - w Lądzie - 1242-1261 - w Wyszogrodzie - 1247-1261 – książę sieradzki - 1247-1267 - książę łęczycki - 1248-1267 - książę dobrzyński |
| Podział ziem: - Leszek Czarny: 1261 Sieradz, 1267 Łęczyca (zobacz Książęta łęczyccy i sieradzcy) - Władysław I Łokietek, Kazimierz II, Siemowit: 1267 Brześć Kujawski i Dobrzyń - Siemomysł: 1267 Inowrocław |                      |                             | |

### Księstwo brzesko-kujawskie (1267–1343)
| Daty panowania     | Władca                                                           | Pokrewieństwo                                                    | Uwagi (Kursywą oznaczono władztwa z innych dzielnic) |
| ------------------ | ---------------------------------------------------------------- | ---------------------------------------------------------------- | --- |
| 1267-1300          | Władysław Łokietek                                               | syn Kazimierza I                                                 | razem z braćmi Kazimierzem II i Siemowitem w księstwie Brzesko-kujawskim i księstwie dobrzyńskim od 1288 samodzielne rządy w księstwie brzesko-kujawskim i w księstwie sieradzkim (PATRZ NIŻEJ) - 1289-1292 - książę sandomierski - od 1292 - lennik czeski, - 1293-1295 - regent w księstwie dobrzyńskim - od 1294 - książę łęczycki - od 1296 - książę wielkopolski i książę Pomorza gdańskiego - 1300 wygnany z księstwa |
| 1267-1288          | Kazimierz II                                                     | syn Kazimierza I                                                 | współrządy z braćmi |
| 1267-1288          | Siemowit dobrzyński                                              | syn Kazimierza I                                                 | współrządy z braćmi |
| 1267-1275          | Eufrozyna opolska                                                | żona Kazimierza I                                                | Regentka w księstwie brzesko-kujawskim i księstwie dobrzyńskim |
| 1300-1305          | Wacław II z dynastii Przemyślidów                                |                                                                  | - 1300-1305 – król Polski |
| 1305-1306          | Wacław III z dynastii Przemyślidów                               | syn Wacława II                                                   | - 1305-1306 – król Polski |
| 1306-1332 ponownie | Władysław I Łokietek                                             | syn Kazimierza I                                                 | - od 1320 – król Polski |
| 1332-1343          | ziemie księstwa brzesko-kujawskiego zajęte przez Zakon krzyżacki | ziemie księstwa brzesko-kujawskiego zajęte przez Zakon krzyżacki | ziemie księstwa brzesko-kujawskiego zajęte przez Zakon krzyżacki |
| 1343               | włączenie księstwa brzesko-kujawskiego do Królestwa Polskiego    | włączenie księstwa brzesko-kujawskiego do Królestwa Polskiego    | włączenie księstwa brzesko-kujawskiego do Królestwa Polskiego |

### Księstwo inowrocławskie(1267–1364/1392)
| Daty panowania         | Władca                                                                                    | Pokrewieństwo                                                                             | Uwagi (Kursywą oznaczono władztwa z innych dzielnic) |
| ---------------------- | ----------------------------------------------------------------------------------------- | ----------------------------------------------------------------------------------------- | --- |
| 1267-1271              | Siemomysł                                                                                 | syn Kazimierza I                                                                          | na Kujawach Inowrocławskich, - 1268-1278 strata Bydgoszczy - 1271-1278 na wygnaniu |
| 1271-1273              | Bolesław Pobożny                                                                          | prawnuk Mieszka III Starego                                                               | - 1239-1247, 1257-1273 - książę poznański - 1239-1247, 1253-1279 - książę gnieźnieński - 1244-1249, 1253-1279 - książę kaliski |
| 1273-1278              | Leszek Czarny                                                                             | syn Kazimierza I                                                                          | |
| 1278-1287 ponownie     | Siemomysł                                                                                 | syn Kazimierza I                                                                          | |
| 1287-1294              | Salomea pomorska                                                                          | żona Siemomysła                                                                           | Regentka |
| 1287-1314              | Leszek                                                                                    | syn Siemomysła                                                                            | współrządy z braćmi - w 1296 - książę Pomorza Gdańskiego - od 1296 w Wyszogrodzie - od 1300 lennik Wacława II - 1303 sprzedaż ziemi michałowskiej - 1303-1312 w niewoli czeskiej, - od 1312 lennik Polski, abdykował - w wyniku podziału księstwa w 1314 roku - części księstwa z Inowrocławiem (patrz niżej)                           |
| 1287-1314              | Przemysł                                                                                  | syn Siemomysła                                                                            | współrządy z braćmi - od 1300 lennik Wacława II, - 1303-1305 w Dobrzyniu, - od 1306 lennik Polski, - 1306-1309 namiestniczy książę Pomorza Gdańskiego (z ramienia Łokietka), - w wyniku podziału 1314, zrzeka się księstwa inowrocławskiego, w zamian za księstwo bydgosko-wyszogrodzkie (PATRZ NIŻEJ - Księstwo bydgosko-wyszogrodzkie |
| 1287-1314              | Kazimierz III gniewkowski                                                                 | syn Siemomysła                                                                            | współrządy z braćmi 1314 - w wyniku podziału zrzekł się Inowrocławia (PATRZ NIŻEJ - Księstwo gniewkowskie) |
| 1314-1320/24 abdykował | Leszek                                                                                    | syn Siemomysła                                                                            | Po podziale w 1314 tylko samodzielny książę innowrocławski. (Wcześniej rządy z braćmi - patrz wyżej) |
| 1320/24-1327 ponownie  | Przemysł                                                                                  | syn Siemomysła                                                                            | - od 1320/24 w ponownie w Inowrocławiu, - od 1327 w wyniku zamiany i rezygnacji z Inowrocławia książę sieradzki (PATRZ WYŻEJ - Księstwo sieradzko-łęczyckie) |
| 1327-1370              | księstwo inowrocławskie w rękach królów Polski, 1364 inkorporowane do Królestwa Polskiego | księstwo inowrocławskie w rękach królów Polski, 1364 inkorporowane do Królestwa Polskiego | księstwo inowrocławskie w rękach królów Polski, 1364 inkorporowane do Królestwa Polskiego |
| 1370-1377              | Kazimierz IV słupski z dynastii Gryfitów                                                  | wnuk Kazimierza III Wielkiego                                                             | - 1370-1377 książę dobrzyński - 1374-1377 książę słupski |
| 1378–1392              | Władysław Opolczyk                                                                        | syn Bolesława II opolskiego                                                               | |
| 1392                   | księstwo inowrocławskie włączone ostatecznie do Królestwa Polskiego                       | księstwo inowrocławskie włączone ostatecznie do Królestwa Polskiego                       | księstwo inowrocławskie włączone ostatecznie do Królestwa Polskiego |

#### Księstwo bydgosko-wyszogrodzkie(1314–1327)
Wyodrębnione w 1314 w wyniku podziału pomiędzy synów Siemomysła, księstwa Inowrocławskiego.
| Daty panowania | Władca                                                                           | Pokrewieństwo                                                                    | Uwagi (Kursywą oznaczono władztwa z innych dzielnic)                             |
| -------------- | -------------------------------------------------------------------------------- | -------------------------------------------------------------------------------- | -------------------------------------------------------------------------------- |
| 1314-1327      | Przemysł                                                                         | syn Siemomysła                                                                   |                                                                                  |
| 1327           | księstwo bydgosko-wyszogrodzkie włączone z powrotem do księstwa inowrocławskiego | księstwo bydgosko-wyszogrodzkie włączone z powrotem do księstwa inowrocławskiego | księstwo bydgosko-wyszogrodzkie włączone z powrotem do księstwa inowrocławskiego |

#### Księstwo gniewkowskie(1314–1363/64)
Wyodrębnione w 1314 w wyniku podziału pomiędzy synów Siemomysła, księstwa Inowrocławskiego.
| Daty panowania  | Władca                                                            | Pokrewieństwo                                                       | Uwagi (Kursywą oznaczono władztwa z innych dzielnic) |
| --------------- | ----------------------------------------------------------------- | ------------------------------------------------------------------- | --- |
| 1314-1347/50    | Kazimierz III                                                     | syn Siemomysła                                                      | 1314 - w wyniku podziału ziemi z braćmi Leszkiem i Przemysławem książę gniewkowski - 1300-1305 lennik Wacława II, - od 1306' lennik Polski, - 1306-1309 - namiestniczy książę Pomorza Gdańskiego (z ramienia Łokietka), - 1332-1343 na wygnaniu (zajęcie księstwa przez Krzyżaków) |
| 1347/50-1363/64 | Władysław Biały                                                   | syn Kazimierza III - abdykował 1363/64 (ostateczna rezygnacja 1377) | |
| 1363/64-1370    | księstwo gniewkowskie inkorporowane do Królestwa Polskiego        | księstwo gniewkowskie inkorporowane do Królestwa Polskiego          | księstwo gniewkowskie inkorporowane do Królestwa Polskiego |
| 1370-1377       | Kazimierz IV słupski z dynastii Gryfitów                          | wnuk Kazimierza III Wielkiego                                       | - 1370-1377 książę dobrzyński - 1374-1377 książę słupski |
| 1378–1392       | Władysław Opolczyk                                                | syn Bolesława II opolskiego                                         | - abdykował 1363/64 (ostateczna rezygnacja 1377) |
| 1392            | księstwo gniewkowskie włączone ostatecznie do Królestwa Polskiego | księstwo gniewkowskie włączone ostatecznie do Królestwa Polskiego   | księstwo gniewkowskie włączone ostatecznie do Królestwa Polskiego |